# Jesper Sørensen
Jesper Sørensen (født 10. juni 1973) er en tidligere professionel dansk fodboldspiller og nuværende træner for Vancouver Whitecaps.

## Karriere som spiller og træner
Jesper Sørensen har spillet i AGF, siden han var ca. 10 år gammel. Her nåede han mange seniorkampe i den hvide trøje inden han skiftede til F.C. København, Ikast FS og AB.
I sommeren 2009 blev han assistenttræner i AGF.

### Silkeborg IF
I juni 2013 blev han cheftræner for Silkeborg IF, på en 2-årig kontrakt gældende til sommeren 2015. Sørensen førte Silkeborg IF tilbage til Superligaen i debutsæsonen fra 1.division 2013-14. Efterfølgende pga. en efterårssæson med bundrekord i antal point i Superligaen 2014-15 blev han fyret 8. december 2014.
1.division 2013-14: 33 kampe med 20 sejre, 6 uafgjorte og 7 nederlag.
Superligaen 2014-15: 17 kampe med 0 sejre, 4 uafgjorte og 13 nederlag.

### AGF
Den 25. juni 2015 blev han ansat som assistenttræner i AGF sammen med Bent Christensen. Han valgte at stoppe den 7. december 2015 efter at klubben havde ansat Glen Riddersholm som træner.

### FC Fredericia
Jesper Sørensen var træner for FC Fredericia fra 2016 til 2018. 1.division 2015-16: 13 kampe med 5 sejre, 4 uafgjorte og 4 nederlag.
I alt 88 kampe som cheftræner for Fredericia, heraf 34 sejre, 23 uafgjorte og 31 nederlag. I sin tid i Fredericia brugte han 40 forskellige spillere.

### Brøndby IF
Sørensen blev i sommeren 2019 ansat som assistenttræner i Brøndby IF for den nyansatte cheftræner Niels Frederiksen. Her var Sørensen i 2021 med til at vinde Brøndbys første mesterskab i 16 år.

### U/21-landsholdet
I august 2021 blev det afsløret, at Sørensen skulle være ny landstræner for Danmarks U/21-fodboldlandshold. På trods af en mislykket kvalifikation til EM valgte DBU at forlænge med Jesper Sørensen den 8. december 2022. Der gik dog ikke mere end en måned, før han valgte at tage tilbage til Brøndby for at blive cheftræner den 2. januar 2023. Han nåede således blot 12 officielle kampe i spidsen for U/21 landsholdet.

### Brøndby IF
I januar 2023 kom Jesper Sørensen tilbage til Brøndby IF, da han blev ansat som ny cheftræner efter sin gamle chef Niels Frederiksen. Sørensen var i sin anden sæson tæt på at vinde mesterskabet med Brøndby, da holdet snævert missede førstepladsen i sidste runde af Superliga-sæsonen 2023-2024.
Han blev opsagt som træner den 11. december 2024.